# 德里杜鄉
44°42′N 26°27′E / 44.700°N 26.450°E
德里杜鄉（羅馬尼亞語：Comuna Dridu, Ialomița），是羅馬尼亞的鄉份，位於該國南部，由雅洛米察縣負責管轄，面積58平方公里，海拔高度61米，2007年人口3,443，人口密度每平方公里59人。